# Malanów (gmina)
Malanów [maˈlanuf] est une commune rurale de la voïvodie de Grande-Pologne et du powiat de Turek. Elle s'étend sur 107,2 km2 et comptait 6 481 habitants en 2010.
Elle se situe à environ 11 kilomètres au sud-ouest de Turek et à 112 kilomètres au sud-est de Poznań, la capitale régionale.

## Géographie
| - Plan de la gmina de Malanów. |